# 川島小鳥
川島 小鳥（かわしま ことり、男性、1980年 - ）は日本の写真家。

## 経歴
東京都生まれ。早稲田大学第一文学部仏文科卒業。沼田元氣に師事。
2006年に『BABY BABY』で第10回新風舎・平間至写真賞大賞を受賞し、翌年写真集を出版。
2010年、佐渡島在住の友人の3歳の娘を被写体に撮影した『未来ちゃん』を出版。「BRUTUS」の表紙に起用されるなど話題を集めて9万部を超えるヒット作となり、第42回講談社出版文化賞写真賞を受賞した。
2013年、3ピースロックバンドSHISHAMOのデビューアルバム『SHISHAMO』のジャケット、アーティスト写真を担当。その後、SHISHAMOの様々な作品を手がけた。2016年には同バンドの『中庭の少女たち』（『SHISHAMO 3』に収録）のミュージックビデオで監督を務め、自身初となる映像作品の監督を行った。
2015年、3年間にわたって台湾で撮影した『明星』で第40回木村伊兵衛写真賞受賞。
2017年、映画『南瓜とマヨネーズ』でティザービジュアル写真を担当し、撮影現場における全ての写真を初めて撮り下ろした。

## 作品

### 写真集
- BABY BABY 新風舎 2007年4月
- 未来ちゃん　ナナロク社 2011年3月
- BABY BABY（復刻版） 学研　2011年3月
- 明星　箕浦建太郎共著　ナナロク社　2012年8月
- 未来ちゃんの未来 ウィスット・ポンニミット共著　ナナロク社 2012年9月
- トリコ　箕浦建太郎共著　東京ニュース通信社 2012年12月
- 西野七瀬写真集『風を着替えて』（2016年9月27日、集英社）[5]
- ファーストアルバム  トゥーヴァージンズ 2016年12月
- 愛の台南 講談社 2017年4月[6]
- 私家版写真集「道」 2017年7月[7]
- つきのひかり あいのきざし　リブロアルテ モデル：尾野真千子 2018年10月[8]
- 古市コータロー 〜東京〜 神藤剛共著 音楽と人 2019年3月[9]

MV
- SHISHAMO「中庭の少女たち」
- 星野源「Eureka」